# Gramzow
Gramzow is een gemeente in de Duitse deelstaat Brandenburg, en maakt deel uit van de Landkreis Uckermark. Gramzow maakt met vijf andere gemeenten deel uit van het Amt Gramzow en is hiervan het bestuurscentrum.
Gramzow telt 1.788 inwoners.